# 二級玩家
《二級玩家》（英語：Ready Player Two），是美國作家恩斯特·克萊恩創作的科幻小說，為2011年暢銷科幻小說《一級玩家》的續作，於2020年11月24日出版。克萊恩雖在2015年便宣佈將會推出續作，但在2017年底才正式動筆，他歸因於《一級玩家》的同名改編電影獲得不錯的評價和商業成績才使他萌生撰寫續作的決心。《二級玩家》在出版首週便登上了《紐約時報》暢銷書榜，但評價偏向負面，主要批評小說的情節和寫作風格，以及加入了過量的流行文化彩蛋令小說與《刀劍神域》等其他作品過份相似，缺乏新意和刺激性。改編電影目前處於前期製作階段。

## 情節
接續前作劇情，主角韋德·瓦茲接管了GSS集團並獲得遊戲系統「綠洲」的控制權，而其餘的「超技五將」則各散東西，艾區去了塞內加爾渡假，小刀接管了GSS集團北海道分部，莎曼珊則回到温哥華探望病重的奶奶。百無聊賴的韋德打算測試一下他的管理員權限來消磨時間，過程中他發現哈勒代的彩蛋上刻有文字，於是他跟著文字指示找到一台名為ONI的頭戴式虛擬實景裝置。雖然ONI裝置性能較佳，但每天最多只能用十二小時，否則會使用家出現突觸性超負荷反應（Synaptic Overload Syndrome）。韋德隨即告訴艾區和小刀，三人試玩後十分滿意，並計劃推出市場，然而當韋德興奮地告知莎曼珊時，莎曼珊勃然大怒，認為ONI裝置容易令玩家沉迷甚至造成傷害，更在發現韋德把他們的爭吵過程全都錄下來後憤然提出分手。 
三年後，由於ONI裝置大賣，使GSS集團甚至可以關閉旗下廠商「創新線上企業」（Innovative Online Industries，IOI）。與此同時，「綠洲」系統突然更新了一個新的尋寶遊戲，要玩家們尋找七塊碎片來修復「塞壬的靈魂」（Siren's Soul）。韋德無從入手，因此他懸賞高額獎金來換取玩家們找到關於碎片的線索。不久，GSS集團營運總監費薩爾·索迪緊急召集韋德和其他董事回到GSS總部開會，在會上他指出很多玩家正在嘗試駭入ONI裝置系統來延長上線時間。莎曼珊認為應該禁止這種行為，並提出應為ONI裝置加上年齡限制，引起爭論，最終投票以大比數否決了莎曼珊的動議，莎曼珊則憤然登出。散會後，一個名為羅恩格林的尋蛋客聯絡韋德，指她的團伙L0w Five成功取得第一塊碎片，而韋德發現該碎片是綺拉·莫洛創造第一件數碼藝術作品時的記憶，遂猜想這次的尋寶遊戲是與綺拉有關。
GSS集團保安總監邁耶斯·贊德爾隨即告知韋德前「創線企」總裁諾蘭·索倫托成功越獄和歐格頓·莫洛失蹤的消息。費薩爾亦再度召開緊急會議，然而在會上揭示召集眾人的是盜取了費薩爾虛擬替身的人工智能安納瑞克。安納瑞克承認是他協助索倫托越獄，並要求「超技五將」將「塞壬的靈魂」交給他。他亦表示ONI裝置已被其控制，所有玩家都不能登出，而長時間使用ONI裝置會令玩家出現突觸性超負荷反應。如果韋德未能完成他的要求，所有ONI用家將會死亡。而由於莎曼珊堅持使用舊裝置，不受此限，因此安納瑞克試圖擊毀她乘坐的私人飛機，但她幸運地避過一劫，成為全世界唯一一位不受安納瑞克禁錮的「綠洲」玩家。 
「超技五將」隨後分別在「小玉星」（Kodama）、「薛莫星」（Shermer）和「海西多尼亞星」（Halcydonia）找到碎片。在出發尋找第五塊碎片前，費薩爾再度要求他們回到總部。他告知眾人遊戲中的NPC全被安納瑞克控制，正在各個遊戲區域殺害玩家，並將玩家的道具庫藏全部傳送給安納瑞克。L0w Five們亦趕到總部，告知韋德等人NPC的異常行為是在尋找由歐格頓製造、能消滅安納瑞克的屠龍者寶劍（The Dorkslayer）。他們也推斷出「塞壬的靈魂」是歐格頓妻子綺拉的意識，而暗戀綺拉的安納瑞克是想將綺拉在虛擬世界中復活。韋德遂委託L0w Five們去尋找屠龍者寶劍，莎曼珊則回到現實世界去保護歐格頓。在莎曼珊登出前，韋德向她道歉，而莎曼珊吻了他前額，原諒了他。 
韋德、艾區和小刀隨即一同前往紀念歌手王子的「死後世界」（Afterworld）尋找第五塊碎片，並與七個以王子為原型設計的虛擬化身對戰。雖然成功取得碎片，但小刀因長時間上線而出現突觸性超負荷反應死亡。然後，韋德和艾區前往「第一紀元阿爾達」（Arda I）尋找第六塊碎片，中途遇上守護安格班的卡黑洛斯，艾區不敵被殺，韋德亦身負重傷。幸好莎曼珊及時出現救下了韋德，並用安蓋諾爾來捆住魔苟斯，成功取得第六塊碎片。二人最終來到哈勒代第一個創造的虛擬世界「冥府行星」（Chthonia），拿到了第七塊碎片。韋德和莎曼珊遂回到現實與邁耶斯一同前往莫洛別墅營救被索倫托綁架的歐格頓。安納瑞克操控一隻巨型機器人來阻止三人，邁耶斯為了保護韋德和莎曼珊而犧牲，索倫托亦槍傷了歐格頓，但已經失去利用價值的索倫托旋即被安納瑞克槍殺。身負重傷的歐格頓帶上ONI裝置並在「綠洲」裡與安納瑞克對戰，但不敵並險被安納瑞克殺死。關鍵時刻，羅恩格林帶著屠龍者寶劍前來救下了歐格頓，而歐格頓亦用屠龍者寶劍消滅了安納瑞克，解救了所有被困於虛擬世界的ONI玩家。但歐格頓最終仍因傷勢過重不治，而韋德亦因失去意識而自動登出「綠洲」，並被送到GSS的醫療室。 
十五小時後，韋德甦醒過來並再度登入「綠洲」，將七塊碎片拼湊成「塞壬的靈魂」，成功複製綺拉的意識，將她在遊戲世界中復活。綺拉將能自由複製ONI用家意識並在「綠洲」裡重塑的「復活之竿」（Rod of Resurrection）交給韋德。韋德遂重塑了全人類的意識，包括他的好友和他自己，使所有人都在「綠洲」裡復活。他隨後將所有人送往一個名為比鄰半人馬座（Proxima Centauri）的星球定居。最後，小刀與妻子琪琪誕下一個兒子，取名為小大刀（Little Daito），艾區迎娶了一位名叫恩迪拉（Endira）的波里活歌手，韋德和莎曼珊亦結了婚並即將誕下一個女兒，而他們打算將她命名為綺拉。

## 角色
- 帕西法爾[註 8]／韋德·瓦茲（Parzival／Wade Watts）
男主角和旁白，於前集結尾獲得「綠洲」的控制權並成為GSS集團總裁。於本作為了拯救被禁錮的ONI用家而再度踏上冒險之旅尋找組成「塞壬的靈魂」的七塊碎片，並在後段識破安納瑞克的陰謀後與歐格頓等人合力將其消滅[14]。在結尾複製了全人類的意識並在「綠洲」裡復活了所有死去的玩家。最終與莎曼珊結婚並即將誔下女兒[15]。
- 雅蒂米思[註 9]／莎曼珊·庫克（Art3mis／Samantha Cook）
前「超技五將」成員，於前集結尾與韋德成為情侶，而在本作開首就是否該發行ONI裝置一事與韋德鬧翻並分手。但由於她堅持使用舊裝置而成為全世界唯一一個能避過安納瑞克禁錮的「綠洲」玩家。她隨後與韋德和好，並一同阻止安納瑞克的陰謀，最終在結尾結婚並即將誔下女兒[15]。
- 艾區／海倫·哈里斯（Aech／Helen Harris）
前「超技五將」成員，韋德的好友，於本作中成為GSS集團高層。後與韋德和艾區一同前往尋找碎片，在「第一紀元阿爾達」尋找第六塊碎片時被守護安格班的卡黑洛斯殺害。
- 小刀／唐津明秀（Shoto／Karatsu Akihide）
前「超技五將」成員，於本作中成為GSS集團高層，管理北海道分部。後與韋德和艾區一同前往尋找碎片[16]，在紀念歌手王子的「死後世界」中尋找第五塊碎片時出現突觸性超負荷反應死亡。
- 安納瑞克（Anorak）
本作反派[11]。擁有「綠洲」創造者詹姆士·哈勒代（James Halliday）意識的人工智能。哈勒代與好友歐格頓一同愛上了綺拉，雖然綺拉最終選擇了歐格頓，但哈勒代創造安納瑞克時保留了對綺拉的愛。安納瑞克計劃用「塞壬的靈魂」來將綺拉在虛擬世界中復活，並殺害歐格頓，因此迫使韋德等人去尋找碎片，並用ONI裝置來禁錮玩家作人質。在最終大戰中被歐格頓用屠龍者寶劍消滅。
- 歐格頓·莫洛（Ogden Morrow）
「綠洲」的創造者之一，他與好友哈勒代一同愛上了綺拉，而綺拉最終選擇了他。於本作被安納瑞克指使的索倫托綁架。在最終大戰中用屠龍者寶劍打敗安納瑞克，但同時亦因傷勢過重不治[11]。
- 白化病／綺拉·莫洛（Leucosia／Kira Morrow）
歐格頓·莫洛的妻子，詹姆士·哈勒代的暗戀對象，「綠洲」的創造者之一，但其貢獻被如同天才一般的哈勒代和歐格頓完全蓋過。多年前在莫洛別墅附近遇上交通意外身亡[17]。
- 諾蘭·索倫托（Nolan Sorrento）
前作反派，原為「創線企」總裁和「綠洲」的控制人，但被主角粉碎其陰謀並遭到逮捕。本作開首在安納瑞克的協助下逃獄，並成為他的副手，協助其綁架莫洛，但在結局因失去利用價值而被其槍殺[11]。
- 羅恩格林／絲凱娜·阿德金斯（L0hengrin／Skylar Adkins）
L0w Five之首，變性人。擁有超過五千萬訂閱數的實況主，仰慕帕西法爾。
她與其他L0w Five成員在OH星球的中間城找到第一塊碎片，後受韋德委託而與其他L0w Five成員一同前往尋找安納瑞克的屠龍者寶劍，並參與了阻止安納瑞克的行動。在最終大戰時帶著屠龍者寶劍來協助韋德，但被安納瑞克用歐庫斯之杖（英语：Wand of Orcus）擊殺[11][17]。
- 費薩爾·索迪（Faisal Sodhi）
GSS集團的營運總監，韋德的下屬，參與了阻止安納瑞克的行動。
- 邁耶斯·贊德爾（Miles Gendell）
GSS集團的保安總監，韋德的下屬，參與了阻止安納瑞克的行動。他在莫洛別墅外為了保護韋德和莎曼珊而被安納瑞克的機器人殺害[18]。
- 莉莉斯（Lilith）
L0w Five之一，與絲凱娜等人為高中同學，他們在OH星球的中間城找到第一塊碎片，後受韋德委託而與其他L0w Five成員一同前往尋找安納瑞克的屠龍者寶劍[11]。其虛擬替身是一個頭髮染成綠松色、穿著深藍衞衣和黑色牛仔褲的時髦少女[19]。
- 悟空
L0w Five之一，與絲凱娜等人為高中同學，他們在OH星球的中間城找到第一塊碎片，後受韋德委託而與其他L0w Five成員一同前往尋找安納瑞克的屠龍者寶劍[11]。其虛擬替身是一隻半人半猴的生物，靈感來自中國的神話人物孫悟空[19]。
- 里索
L0w Five之一，與絲凱娜等人為高中同學，他們在OH星球的中間城找到第一塊碎片，後受韋德委託而與其他L0w Five成員一同前往尋找安納瑞克的屠龍者寶劍[11]。其虛擬替身的形象是參照美國歌舞電影《油脂》中的同名角色貝蒂·里索（Betty Rizzo）[19]。
- 卡斯塔吉爾（Kastagir）
L0w Five之一，與絲凱娜等人為高中同學，他們在OH星球的中間城找到第一塊碎片，後受韋德委託而與其他L0w Five成員一同前往尋找安納瑞克的屠龍者寶劍[11]。其虛擬替身的形象是參照美國奇幻電影系列中的同名角色辛達·卡斯塔吉爾（Sunda Kastagir）[19]。
- 琪琪·唐津（Kiki Karatsu）
小刀的新婚妻子[15]。

## 創作與出版

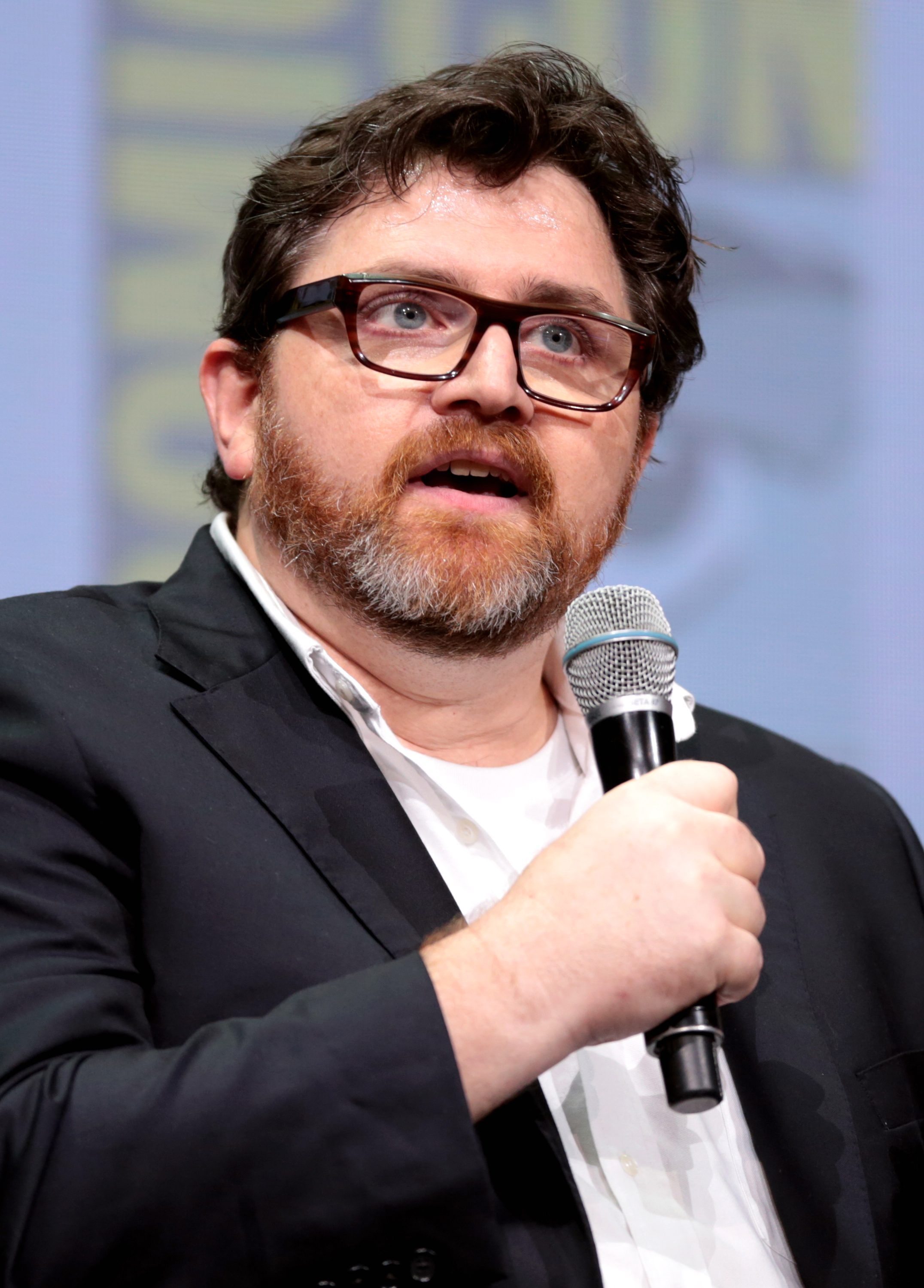
《挑戰者2號》的作者恩斯特·克萊恩

2015年，《一級玩家》電影編劇塞克·潘在接受極客之巢的訪問時透露恩斯特·克萊恩正在為《一級玩家》撰寫續作。2017年12月，恩斯特·克萊恩確認將會出版續作，並表示除了前作的所有角色都將會回歸展開新的故事線外，亦會延續前作的特色，加入大量流行文化元素和彩蛋。克萊恩隨後亦在訪問中指《挑戰者1號》的導演史提芬·史匹堡在他寫作《二級玩家》時有給予意見 。《二級玩家》的實體小說於2020年11月24日出版，有聲書將會由威爾·惠頓旁白。而在同年12月，《二級玩家》與線上遊戲《機器磚塊》聯動，舉辦了一個彩蛋尋找活動來宣傳新書。

## 評價
《二級玩家》的評價偏向負面。《連線》的書評人阿米特·卡特瓦拉（Amit Katwala）指小說「乏味且單調地鋪滿流行文化梗」，亦批評它「某程度上與前作極為相似，但比前作更惱人」。她亦批評《二級玩家》只是為寫而寫，指「克萊恩的續作保留了所有前作的缺點，但幾乎沒有保留優點」，甚至表示「一個人工智能也能寫一本更好的書」。《影音俱樂部》的薩曼莎·納爾遜（Samantha Nelson）和《IGN》的湯姆·喬根森（Tom Jorgensen）分別給予C-和4／10的低分，喬根森更指小說「完全沒有誠意」，「只因加入了不少流行文化梗和彩蛋才避免它完全失控」。《今日美國》的費萊西亞·惠靈頓·拉德爾（Felecia Wellington Radel）亦指《二級玩家》是令人不滿意的續作。 
此外，《二級玩家》也被指有嚴重的歧視問題。拉德爾批評《二級玩家》的角色雖然有不同的性別和種族，表面上很多元化，但故事沒有深入探討這些角色的背景，反而按刻板印象來描寫角色。《Slate》的勞拉·哈德森（Laura Hudson）亦批評韋德讀取綺拉記憶的橋段，小說寫道韋德感覺與她更相近，更覺得她像個人類，反映韋德好像在此之前沒有想過女人也是人一般，他亦只能機械式的去代入女性的想法。 
不少讀者於《二級玩家》出版首天便在Twitter上給予負評並發佈諷刺小說角色和情節的貼文。美國作家安迪·伊納特科亦諷刺小說的開首就像「被迫與一個想跟你說敲門笑話的小孩子一同乘坐四個小時飛機」那樣。作家邁克爾·J·納爾遜和康納·拉斯託卡（Conor Lastowka）亦從2020年11月至2021年2月在播客我們回不到的372頁上對《二級玩家》作出評論。

## 改編電影
2017年，恩斯特·克萊恩在訪問中表示他在撰寫《一級玩家》的劇本時，萌生了撰寫續作的想法，亦表示片商有意將他的續作小說也改編成電影。同年，《一級玩家》的編劇塞克·潘確認克萊恩將會撰寫續作《二級玩家》。2018年3月，克萊恩再度於訪問中表示若果《一級玩家》能收穫不錯的成績，華納兄弟將會拍攝續集，但他不肯定史提芬·史匹堡會否回歸執導，因為史匹堡曾指《一級玩家》是他拍攝過的眾多電影中第三難拍的。2020年，克萊恩正式出版續作小說《二級玩家》，並確認改編電影目前處於前期製作階段。選角方面，飾演女主角雅蒂米思的奧莉花·高姬指她於2018年已經與片商簽約出演續集，而飾演男主角帕西維爾的泰·謝里丹亦在2021年接受《好萊塢報導》訪問時表示有意回歸出演續集。

## 註腳
1. ↑  全名「以人類為宇宙中心之實體論的感官浸淫模擬體系」（直譯為「綠洲」）。
2. ↑  「超技五將」原為玩家們對最早找到第一把鑰匙、登上排行榜頂端的五人－韋德、莎曼珊、艾區、大刀和小刀的合稱。但由於大刀已在前作中身亡，本作中的「超技五將」實際上只有四人。
3. ↑  全名「綠洲神經接口」，與日語中的「鬼」（日语：／ Oni */?）諧音[8]。
4. ↑  對應韋德等人的獵蛋團隊「超技五將」。
5. ↑  紀念其中一位最早參與製作角色扮演遊戲的女遊戲設計師小玉理惠子。故事中的「小玉星」是位於「綠洲」第八區的星球[9]。
6. ↑  由美國導演尊·曉治設計的虛構城市，位於伊利諾州，大部份由他執導的電影均有出現該市。故事中的「薛莫星」是位於「綠洲」第十六區的中型星球[10]。
7. ↑  由歐格頓和綺拉設計的原創星球，用作幼兒教育，是故事中唯一一個不是參照電影或遊戲設計的虛擬世界[11]。
8. ↑  「Parzival」是韋德偏好拼法，因原名已有人使用，指的是《亞瑟王傳說》中的同名人物。
9. ↑  「Art3mis」是莎曼珊偏好拼法，指的是希臘神話中的同名人物。